# Университет Отто фон Герике в Магдебурге
Университет Отто фон Герике в Магдебурге  (нем. Otto-von-Guericke-Universität Magdeburg) — немецкий университет, основанный в 1993 году. Он является одним из молодых университетов в Германии. Университет в Магдебурге обучает около 14 000 студентов на девяти факультетах.
Университет назван в честь физика (и мэра Магдебурга) Отто фон Герике, известного своими физическими экспериментами (магдебургские полушария).
Он возник в результате слияния Технического университета Магдебурга (техническая школа Магдебурга), педагогического колледжа и медицинской школы. Сейчас университет состоит из 9 факультетов.
Выпускниками университета являются Раила Одинга, бывший премьер-министр Кении, и Нгуен Тьен Нань, профессор, бывший вице-премьер и министр образования и подготовки кадров Вьетнама. Доктор Румяна Желева, бывший министр иностранных дел Болгарии (2009—2010), получила степень PhD по социологии в университете[значимость факта?].

## Факультеты
- Факультет компьютерных наук (ФИН)
- Факультет экономики и менеджмента (ПСВ)
- Факультет гуманитарных наук (ФАД)
- Факультет математики (ФПМ)
- Факультет медицины (ФМО)
- Факультет естественных наук (ФНБ)
- Факультет машиностроения (ФМБ)
- Факультет процессов и инженерных систем (FVST)
- Факультет электротехники и информационных технологий (ФЭИТ)

## IKUS
IKUS — межкультурная ассоциация иностранных студентов. Она способствует культурному взаимодействию между странами. Студенты активно отмечают праздники.

## МИПС
MIPS (Магдебургские иностранные аспиранты) — это сеть международных аспирантов. Ассоциация способствует созданию и укреплению контактов между аспирантами в целях оказания помощи в социальной и академической интеграции молодых учёных. МИПС осуществляет поддержку и консультации в различных областях.

## Studentenwerk Магдебург
Studentenwerk Магдебург — ассоциация студентов, которая  функционирует в общежитиях. На территории университетского городка и вблизи от него находятся более 10 общежитий.